# Jeanne Rademackers
Jeanne Rademackers , född 1862, död 1920, var en belgisk apotekare. 
Hon blev sitt lands första formellt utbildade kvinnliga apotekare 1885. 